# Sources chrétiennes
Sources chrétiennes (fr. „křesťanské prameny“) je ediční řada francouzského nakladatelství Cerf, obvykle zkracovaná SCh či SC s pořadovým číslem. Zabývá se vydáváním kritických textů patristických děl ve všech starokřesťanských jazycích (latina, řečtina, syrština a další). Ediční řadu založili v roce 1942 Henri de Lubac a Jean Daniélou. V lednu toho roku vyšel také první titul La Vie de Moïse (Život Mojžíšův) Řehoře Nysského.
Jednotlivé svazky obvykle obsahují jak samotný kritický text v originále, tak jeho souběžný francouzský překlad. Kritický text bývá nově připraven, nebo je přejímán z jiné edice (např. z řady Corpus Christianorum, Series Latina). Kromě toho jsou jednotlivé svazky doplněny podrobnými úvody a komentáři. Nechybí ani bohatý poznámkový aparát.

## Veřejné knihovny
Z českých veřejných knihoven mají značnou část této ediční řady následující:
- knihovna Evangelické teologické fakulty Univerzity Karlovy  (280 titulů)
- knihovna Centra Aletti v Olomouci  (až na výjimky všechny)
- Centrální katolická knihovna v Praze  (cca prvních 200 svazků?)